# Артюшенко, Сергей Васильевич
Сергей Васильевич Артюшенко (род. 19 мая 1974, Воскресенск, Московская область) — советский и российский хоккеист, нападающий.

## Биография
Воспитанник воскресенского «Химика». В сезоне-1991/92 играл за «Вятич» Рязань во второй лиге и «Эгиду-Спорт ЛТД» Тверь (КФК), также провёл один матч за «Химик» 16 декабря 1991 года — в гостях против «Торпедо» Усть-Каменогорск в высшей лиге (5:7). Выступал за «Марс» Тверь (1992/93), «Химик» (1993/94 — 1995/96), «Сокол» Луховицы (1993/94, 1996/97, 1998/99), «Рязань» (2001/02).